# Skyllbergs herrgård

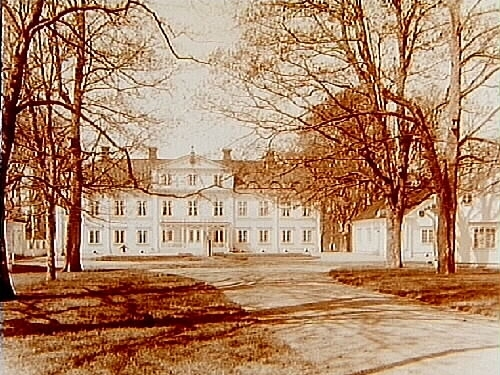
Skyllbergs herrgård 1933

Skyllbergs herrgård är en herrgårdsbyggnad tillhörande Skyllbergs bruk belägen vid Skyllbergsån i Skyllberg.
Herrgården uppfördes troligen i början av 1700-talet av dåvarande brukspatronen Louis De Geer (1677–1735), en sonson till industrimagnaten Louis De Geer (1587–1652).

## Historia
Delar av De Geers huvudbyggnad, som var ett timrat tvåvåningshus under säteritak, ingår i dag i det nuvarande corps de logiet. Efter att Olof Burén-Burenstam övertagit Skyllbergs bruk 1775 uppförde han på 1780-talet fyra flygelbyggnader i karolinsk stil. I slutet av 1820-talet lät han son, överstelöjtnant Johan Daniel Burenstam (1781–1873) bygga om huvudbyggnaden i empirestil. Man avlägsnade säteritaket som ersattes med ett lägre tak med frontespiser. Under åren har det utförts flera mindre och större förändringar i byggnadens exteriör. Under 1910-talet tillbyggdes vid huvudbyggnadens gavlar envåningsflyglar och därefter har inga större ändringar av byggnadens omfång utförts.
Nedre våningen inrymmer bland annat en matsal med målade tapeter, framställande motiv från bolagets egendomar och anläggningar samt det stora herrummet med porträtt av brukets tidigare ägare och biljardrummet med målningar av bland andra Albert Edelfelt. Den övre våningen inrymmer den "blå salongen" och den översta innehåller sov- och gästrum.
Herrgården omgives av stora trädgårdsanläggningar och en av Olof Burenstam anlagd engelsk park, genomfluten av förgreningar och kanaler från den förbiflytande Skyllbergsån.